# Ichneumon rufidorsatus
Ichneumon rufidorsatus là một loài tò vò trong họ Ichneumonidae.